# سفارة نيوزيلندا في النمسا
سفارة نيوزيلندا في النمسا هي أرفع تمثيل دبلوماسي لدولة نيوزيلندا لدى النمسا. تقع السفارة في فيينا وهي تهدف لتعزيز المصالح النيوزيلندية في النمسا.

## وصلات خارجية
- قائمة سفارات نيوزيلندا
- قائمة السفارات في النمسا